# Mladci Kristusa kralja
Mladci Kristusa kralja (tudi: /Tomčevi/ mladci), katoliška organizacija srednješolske in študentske mladine med vojnama, ki se je usposabljala za sodelovanje pri hierarhičnem apostolatu Cerkve pod vodstvom cerkvenega učiteljstva. Oktobra 1931 se je začela skupina dijakov zbirati v t. i. Pijevem krožku; v njem so pod vodstvom prof. Tomca preučevali papeško okrožnico Quadragesimo anno in organizacijsko teorijo. Leta 1932 se je krožek preoblikoval v Zvezo mladcev Kristusa kralja; ko je njena pravila potrdil škof Rožman, je postala organizacija Katoliške akcije. S šolskim letom 1933/34 so se Tomčevi mladci začeli uveljavljati tudi na ljubljanski univerzi. Na podlagi novih pravil Slovenske KA (1936) so dobili mladci aprila 1937 svoja pravila; z novim imenom Zveza katoliških dijakov so postali t. i. lastna organizacija KA. Zveza se je najbolj uveljavila z glasilom Mi mladi borci. Med dijaško in univerzitetno mladino je opravljala poglavitno delo KA, tj. ustanavljanje jedrnih skupin, ki so po načelu izbora kakovostne elite opravljale apostolsko delo v svojem okolju. Brezpogojno so sprejeli katoliška socialna načela papeških enciklik Rerum novarum in Quadragesimo anno ter v katoliškem taboru kot skrajna desnica nastopali avtoritativno proti  križarjem in krščanskim socialistom; njihov idejni boj proti marksizmu in komunizmu je bil vse bolj neprizanesljiv. Odločno so se zavzemali za uveljavljanje t. i. krščanske socialne akcije, tj. za družbeno obnovo na podlagi stanovsko urejene države in vključevanja nravne obnove človeka po katoliških načelih. Med drugo svetovno vojno so se nekatere skupine mladcev aktivno vključevale v protikomunistične vrste.